# (6974) Solti
(6974) Solti ist ein Asteroid des Hauptgürtels, der am 27. Juni 1992 vom US-amerikanischen Astronomen Henry E. Holt am Palomar-Observatorium (IAU-Code 675) in Kalifornien entdeckt wurde.
Der Asteroid wurde am 26. September 2007 nach dem ungarisch-britischen Dirigenten Sir Georg Solti (1912–1997) benannt, der von 1969 bis 1991 das Chicago Symphony Orchestra leitete und der einer der wichtigsten Dirigenten der Wiener Philharmoniker war. Seine Studio-Gesamteinspielung (1958 bis 1965) von Richard Wagners Der Ring des Nibelungen mit den Wiener Philharmonikern gilt bis heute als Sternstunde der Schallplattengeschichte.
Der Himmelskörper gehört zur Maria-Familie, einer Gruppe von Asteroiden, die nach (170) Maria benannt ist.